# Un esposo para Estela
Un esposo para Estela es una telenovela venezolana original, producida y transmitida por la cadena Venevisión entre los años 2009 y 2010 y distribuida por Venevisión International. Está basada en una obra original de Ángel del Cerro llamada Vendaval.
Protagonizada por Daniela Alvarado y Luis Gerónimo Abreu, y con las participaciones antagónicas de Carlota Sosa, Karl Hoffman y María Antonieta Castillo.
Las grabaciones empezaron en mayo de 2009. Se estrenó el 16 de septiembre de 2009 a las 21:00, y finalizó el 5 de marzo de 2010. Para el 3 de agosto de 2016 la telenovela sería retransmitida a las 13:00, y terminó el 6 de febrero de 2017.

## Sinopsis
Estela Morales es una joven huérfana dueña de una hacienda en ruinas y llena de deudas llamada "El Vendaval". Al morir su madre, Estela descubre que necesita un esposo para poder cobrar la herencia que esta le dejó. Desesperada, viendo que esa es la única manera de conseguir dinero para salvar la hacienda, coloca un anuncio en el periódico solicitando candidatos. Entre los muchos hombres que se presentan a la convocatoria, se encuentra Adriano Alberti, el heredero de una cadena hotelera internacional, el Verona, de todos los candidatos, él es el único que la conoce o que la conoció.
Un mes atrás, ambos se habían encontrado en la isla de Curazao. Ella quería morir porque su novio, Rómulo Guevara la había dejado plantada el día de la boda; él quería olvidar. Por una noche, esas dos soledades jugaron a ser felices. Al día siguiente, la mujer desapareció sin dejar rastro; al mismo tiempo que Adriano descubría que un costoso collar de la familia no estaba más en la caja fuerte. Adriano, tras enterarse del anuncio en el periódico, decide que irá al Vendaval para recuperar la joya que cree que está en manos de Estela, pero en realidad él quiere demostrar que ella es inocente.

## Elenco
- Daniela Alvarado es Estela Margarita Morales Estévez de Alberti.
- Luis Gerónimo Abreu es Adriano Filipo Alberti Menocal.
- Marcos Moreno es Feliciano Fundora.
- Violeta Alemán es Herminia Estévez de Morales.
- María Antonieta Castillo es María Claudia Morales Estévez.
- Carlos Julio Molina es Rómulo Guevara.
- Marjorie Magri es Clara Morales Estévez.
- Antonio Delli es José Carlos Guerrero.
- Bebsabé Duque es Cristina de Vega.
- Sonia Villamizar es Ornella Guerrero.
- Carlota Sosa es Ricarda Roldán Vda. de Noriega.
- Karl Hoffman es Mario Benito Alberti.
- Martín Brassesco es Felipe Vega.
- Eulalia Siso es Aitana Menocal de Alberti.
- Javier Valcárcel es Germán Urquiza.
- Verónica Ortiz es Elvira Domínguez.
- Reina Hinojosa es Gilda Domínguez.
- Greisy Mena es Malena Alberti Menocal.
- Christian McGaffney es Delfín Fundora.
- Erick Noriega es Pío Doce.
- Leopoldo Regnault es Gastón Morales.
- Guillermo García es Dorian Delgado.
- Mauro Boccia es Dante Delgado.
- Ludwing Pineda es Emeterio Pérez.
- Christina Dieckmann es Jennifer Noriega Roldán de Alberti.
- Chyno Miranda es Purri.
- Roque Valero   es Giocondo Dicarolo.
- Adriana Prieto es Emma.
- Alicia Plaza es Priscila.
- Edgard Serrano es Vicente.
- Vito Gasparrini es Gianfranco.
- Amalia Laurens es Luisa.
- Macarena Benítez es Azzela.
- Melisa Álvarez
- Regino Jiménez es Iñaki.
- Jerónimo Gil - (invitado especial).
- Mariaca Semprún (participación especial).
- Mayra Alejandra es Emma de Morales
- Paula Woyzechowsky es La Macorina.
- Andrea Urribarri es Celeste.
- Jesús Nunes es Rubén.
- José Manuel Flórez (participación especial).
- Guillermo Canache es Cornelio.
- Vanessa Mendoza es Yamilet.

## Producción
- Autor - Camilo Hernández
- Producida por - Venevisión
- Producción ejecutiva - Manuel Federico Fraíz-Grijalba
- Dirección General - Claudio Callao
- Producción General - Alejandro Salazar Carreño
- Dirección de Exteriores - Omar Hurtado y Dayán Coronado
- Dirección de Arte - Dennise Formoso
- Dirección de Fotografía - Freddy García
- Libretos - Elba Escobar, Elio Palencia, Jorge Guzmán y Camilo Hernández
- Tema de entrada - No se olvida
- Intérprete - Franco de Vita

## Versiones
- La mujer del Vendaval (2012-2013); producida en México por MaPat y protagonizada por Ariadne Díaz y José Ron.

## Parodia
Un Garrotazo para Estelea de XHGC Fabrica de Comedias el 6 de marzo de 2010